# معتمدية القيروان الشمالية

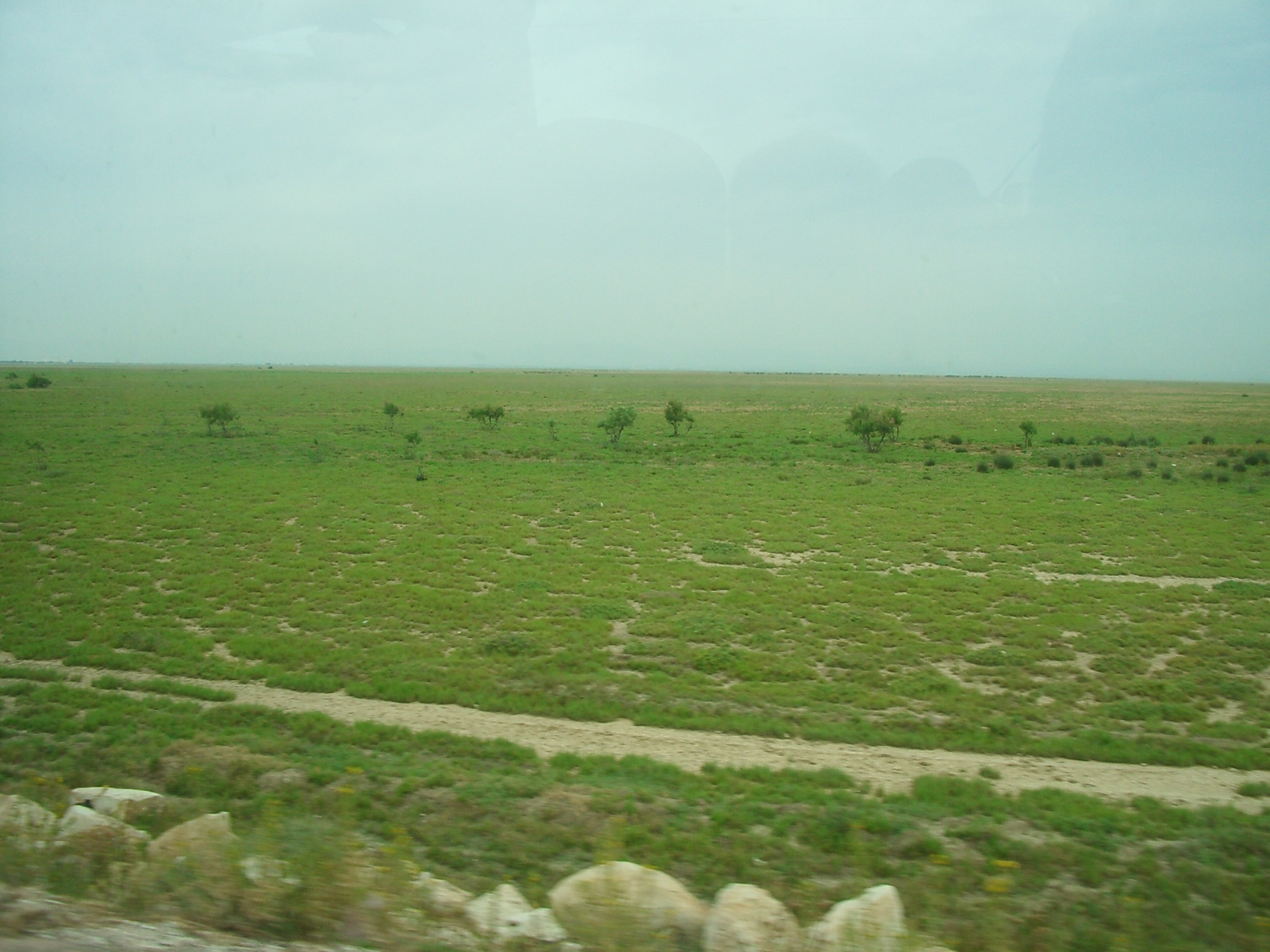

معتمدية القيروان الشمالية إحدى معتمديات الجمهورية التونسية، تابعة لولاية القيروان.